# Hamiltonova letecká základna
Hamiltonova letecká základna je bývalá základna Letectva Spojených států amerických (USAF) nacházející se na pobřeží zátoky San Pablo Bay jižně od města Novato v Kalifornii.

## Historie
V červnu 1951 se zde dislokovaná jednotka 84th Fighter Interceptor Squadron, určená k protivzdušné obraně San Franciska, stala prvním útvarem vyzbrojeným typem F-89B Scorpion.